# Pianoconcert nr. 2 (Hoddinott)
Alun Hoddinott componeerde zijn Pianoconcert nr. 2 in 1960 vrijwel direct nadat hij zijn eerste had voltooid. In tegenstelling tot zijn pianoconcert nr. 1 schreef hij het voor piano en volledig symfonieorkest. Het heeft veel meer weg van een klassiek concerto dan zijn eerste pianoconcert. Cadenzen zijn aanwezig, deel twee is het rustige, diepzinnige gedeelte en deel drie het virtuoze.

## Delen
1. Moderato
2. Adagio
3. Allegro

## Bron en discografie
- Uitgave Lyrita: Royal Philharmonic Orchestra o.l.v. Andrew Davis, solist Martin Jones